# 細澤仁
細澤 仁（ほそざわ じん、1963年 - ）は、日本の精神医学者。
栃木県生まれ。1988年京都大学文学部美学美術史学専攻卒業。1995年神戸大学医学部医学科卒業。2001年神戸大学大学院医学系研究科助手。2007年兵庫教育大学学校教育研究科教授。2010年椙山女学園大学人間関係学部教授。2012年関西国際大学人間科学部教授。アイリス心理相談室、フェルマータ・メンタルクリニック院長。専攻は、精神医学・精神分析・臨床心理学。

## 著書
- 『解離性障害の治療技法』みすず書房 2008
- 『心的外傷の治療技法』みすず書房 2010
- 『実践入門解離の心理療法 初回面接からフォローアップまで』岩崎学術出版社 2012
- 『実践入門思春期の心理療法 こころの発達を促すために』岩崎学術出版社 2013
- 『実践学生相談の臨床マネージメント リアルに考えベストを尽くす』岩崎学術出版社 2015

### 共著
- 『松木邦裕との対決 精神分析的対論』編 岩崎学術出版社 2012
- 『精神分析を語る』藤山直樹,松木邦裕共著 みすず書房 2013

### 翻訳
- ドナルド・メルツァー,メグ・ハリス・ウィリアムズ『精神分析と美』監訳 上田勝久,西坂恵理子,関真粧美訳 みすず書房 2010
- オットー・ランク『出生外傷』安立奈歩,大塚紳一郎共訳 みすず書房 2013
- ジョナサン・M・メツル,アンナ・カークランド編『不健康は悪なのか 健康をモラル化する世界』大塚紳一郎,増尾徳行,宮畑麻衣共訳 みすず書房 2015
- ハロルド・スチュワート『バリント入門 その理論と実践』監訳 金剛出版 2018
- マイケル・ジェイコブス『ドナルド・ウィニコット その理論と臨床から影響と発展まで』監訳 誠信書房 2019
- ズビグニェフ・コトヴィッチ『R. D. レインと反精神医学の道』筒井亮太共訳 日本評論社 2020

## 論文
- <細澤仁